# Баєв Сергій Володимирович
Сергій Володимирович Баєв (нар. 20 січня 1988) — український футболіст, дефлімпійський чемпіон 2009 року та дворазовий срібний призер (2013, 2017).

## Життєпис

### Дефлімпійські ігри 2009
У фінальному матчі Сергій разом зі збірною України перемогли гравців з Росії та вибороли золоті нагороди.

### Дефлімпійські ігри 2013
Фінальній частині Літніх Дефлімпійських ігор 2013 передували відбіркові змагання. Збірна України на цьому етапі зустрічалася зі збірною Франції. Гра пройшла у боротьбі і закінчилась перемогою українців. Ця перемога дала можливість збірній у Софії захистити титул чемпіона Олімпіади, який вона виборола у 2009 році в Тайпеї.
ХХІІ Літні Дефлімпійські ігри відбувались з 25 липня по 4 серпня у Софії (Болгарія). У груповому етапі збірна України розпочала свої виступи з перемоги. У першому матчі українці з рахунком 4:1 розгромили збірну Кореї, потім впевнено перемогла збірну Данії 4:0. У матчі 3 туру збірна України зустрічалась з Іраном, вирішувалась доля путівки до чвертьфіналу турніру. Матч закінчився нічию − 2:2. Таким чином «синьо-жовті» набрали 7 очок і з першого місця в групі вийшли до 1/4 фіналу.
31 липня, у Софії відбувся чвертьфінальний матч футбольного турніру, у якому збірна України зустрічалась зі збірною Туреччини. Основний та додатковий час закінчились з рахунком 1:1, а у серії пенальті українська команда була сильнішою − 5:4. Далі у півфіналі українці перемогли команду з Єгипту.
У Фіналі 2 серпня підопічні Олександра Верещаки (старшого) програли збірній Росії з рахунком 1:2.

### Дефлімпійські ігри 2017
На XXIII літніх Дефлімпійських іграх, що відбувались у турецькому місті Самсун, Сергій разом зі збірною виступали з 18 по 30 липня. У груповій стадії змагань українці спочатку поступилися японцям (1:2), потім у нічию з італійцями (1:1) і лише у третьому матчі перемогли, розгромивши Аргентину — 3:0. Набравши однакову з Японією кількість очок після всіх матчів у групі, українська збірна пройшла далі за рахунок кращої різниці забити-пропущених м'ячів.
25 липня національна збірна з футболу у чвертьфіналі обіграла збірну Росії. Основний і додатковий час закінчились з рахунком 0:0. А у серії післяматчевих пенальті українські футболісти перемогли з рахунком 5:4 та вийшли до півфіналу.
У півфіналі українці мінімально (1:0) переграли команду Єгипту.
У фінальному матчі українці протистояли господарям змагань туркам. Основний і додатковий час закінчились з рахунком 0:0. У серії пенальті поступились з рахунком 3:4. Тож у підсумку збірна завоювала срібні нагороди. Це 99 цих ігор.

## Державні нагороди
- Орден «За мужність» I ст. (9 вересня 2017) — за досягнення високих спортивних результатів на ХХІІІ літніх Дефлімпійських іграх 2017 року в місті Самсун (Турецька Республіка), виявлені мужність, самовідданість та волю до перемоги, утвердження міжнародного авторитету України[11]
- Орден «За мужність» II ст. (3 грудня 2013) — за досягнення високих спортивних результатів на XXII літніх Дефлімпійських іграх у м. Софії, виявлені мужність, самовідданість та волю до перемоги, піднесення міжнародного авторитету України[12]
- Орден «За мужність» III ст. (17 вересня 2009) — за досягнення високих спортивних результатів на XXI літніх Дефлімпійських іграх у Тайпеї (Тайвань), виявлені мужність, самовідданість і волю до перемоги, піднесення міжнародного авторитету України[13]